# Bello (Antioquia)
Bello es un municipio colombiano, ubicado al norte del área metropolitana del Valle de Aburrá, en el departamento de Antioquia. Su área urbana está conurbada al sur con la ciudad de Medellín y al oriente con Copacabana. A su vez, el municipio limita con San Pedro de los Milagros al norte y al occidente con San Jerónimo.
El municipio se divide en un área urbana de 11 comunas que se extienden a ambos lados del río Medellín, en el Valle de Aburrá, mientras que el área rural cuenta con 19 veredas y el corregimiento de San Félix, situado sobre el Altiplano de Ovejas, al norte del departamento.
Antes de la conquista, la zona donde hoy se encuentra Bello era el territorio de un grupo indígena conocido como el Cacique Niquía, que posteriormente fue fundado como una estancia de ganado durante la Colonia —de ahí su primer nombre, Hatoviejo— en las tierras concedidas al explorador español Gaspar de Rodas al norte del valle. Esta jurisdicción, con el avance de los siglos, se mantuvo como el punto de llegada del abundante flujo migratorio de personas que llegaban a Medellín, lo que produjo que a principios del siglo XX se le fuera otorgada la categoría de municipio y de un nombre considerado ‘más propio y digno’ que rinde homenaje al poeta Andrés Bello. Con este progreso, y durante los años siguientes, la expansión de la industria antioqueña (principalmente textil) trajo consigo el desarrollo social y económico que en la actualidad Bello sostiene en el norte del área metropolitana. 
Por otro lado, la ciudad posee un amplio un itinerario cultural que le ha brindado el lema de ser “La ciudad de los artistas”, al ser la cuna de personajes relevantes en la historia colombiana como Marco Fidel Suárez, expresidente que es honrado con un museo alrededor del lugar donde nació y con las obras que realizó; y también por albergar numerosos movimientos artísticos –como por ejemplo, del teatro y la música, así como el deporte– que salvaguardan y conservan la identidad bellanita.

## Historia

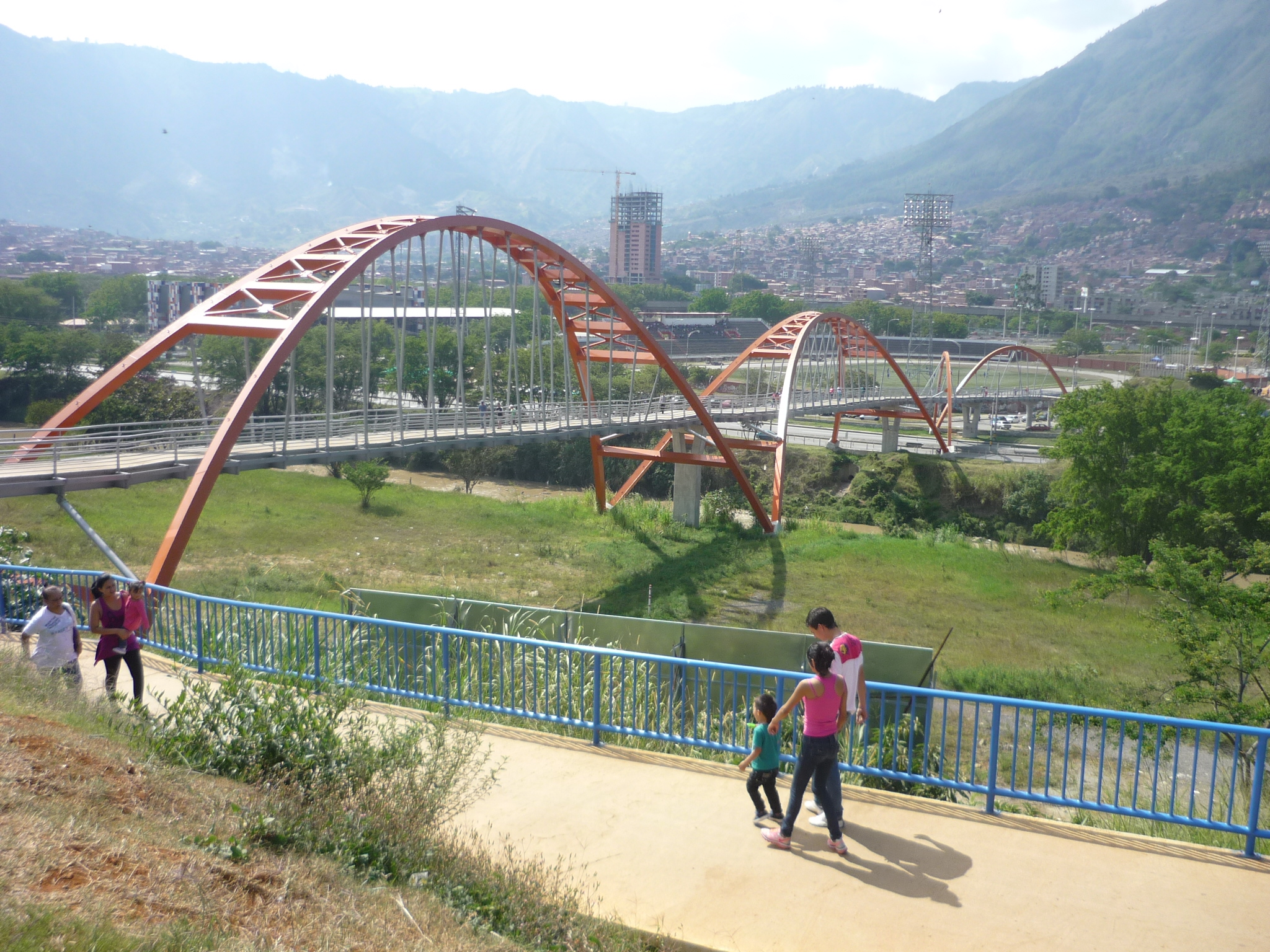
Puente peatonal en Las Vegas

Según las crónicas, en julio de 1541 tropas al mando de Jerónimo Luis Tejelo (teniente del mariscal Jorge Robledo) hallaron el ancho valle de los Aburráes, indígenas agricultores que tenían “un hábitat organizado por grupos con viviendas esparcidas, formando conjuntos de casas”. Eso se dio especialmente en el poblado de los Niquías, que ocuparon el territorio que hoy se denomina Bello.

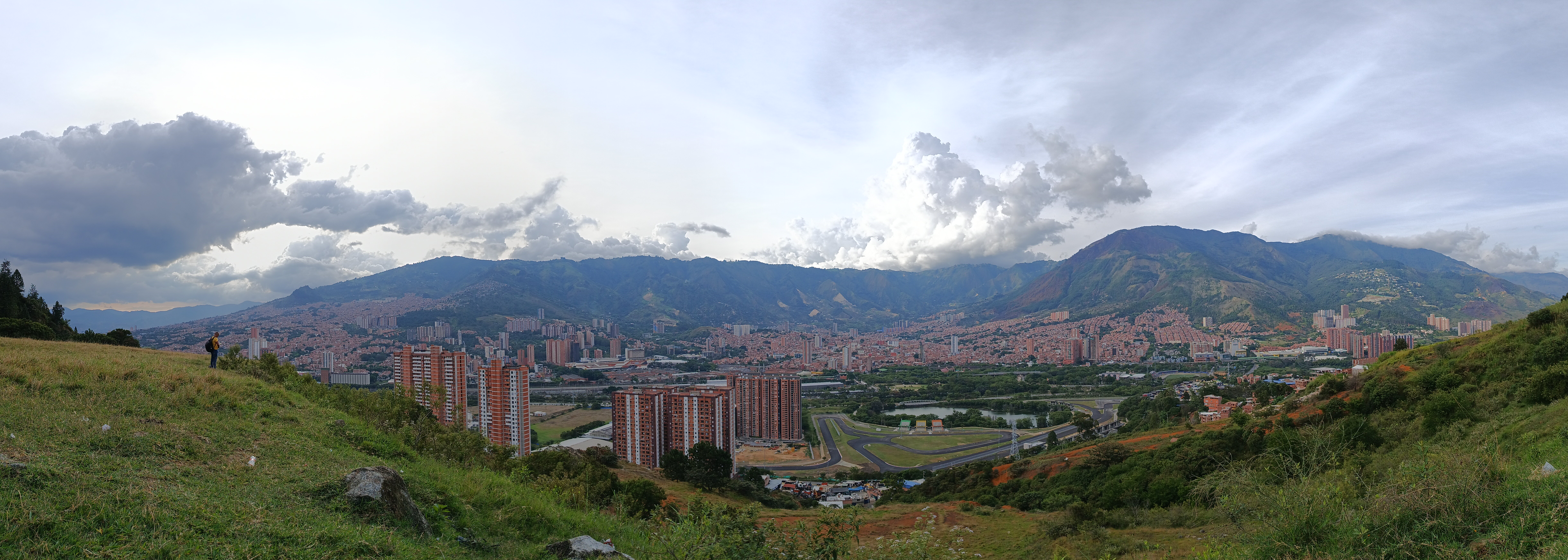
Panorámica de la ciudad de Bello desde la Autopista Medellín - Bogotá.

En 1574 el súbdito español don Gaspar de Rodas pidió merced de tierras sobre el Valle de Aburrá al cabildo de Santa Fe de Antioquia para establecer en él “Hatos de Ganado y estancias de Comida” y proveer de alimentos a la empresa conquistadora. Se le adjudicaron los territorios desde el cerro o “Asientos viejos de Aburrá” -extensión que hoy ocupa el Centro de Medellín- para abajo, incluyendo el territorio Niquía. En 1576 el capitán de Rodas entró a ejercer su dominio y el de la Corona Española, con la utilización del territorio como corrales, rancherías y hatos. A partir de 1613 comenzó a llamarse Hatoviejo en vez de Hato de Rodas o Hato de Aburrá para distinguirlo de otros hatos posteriores.

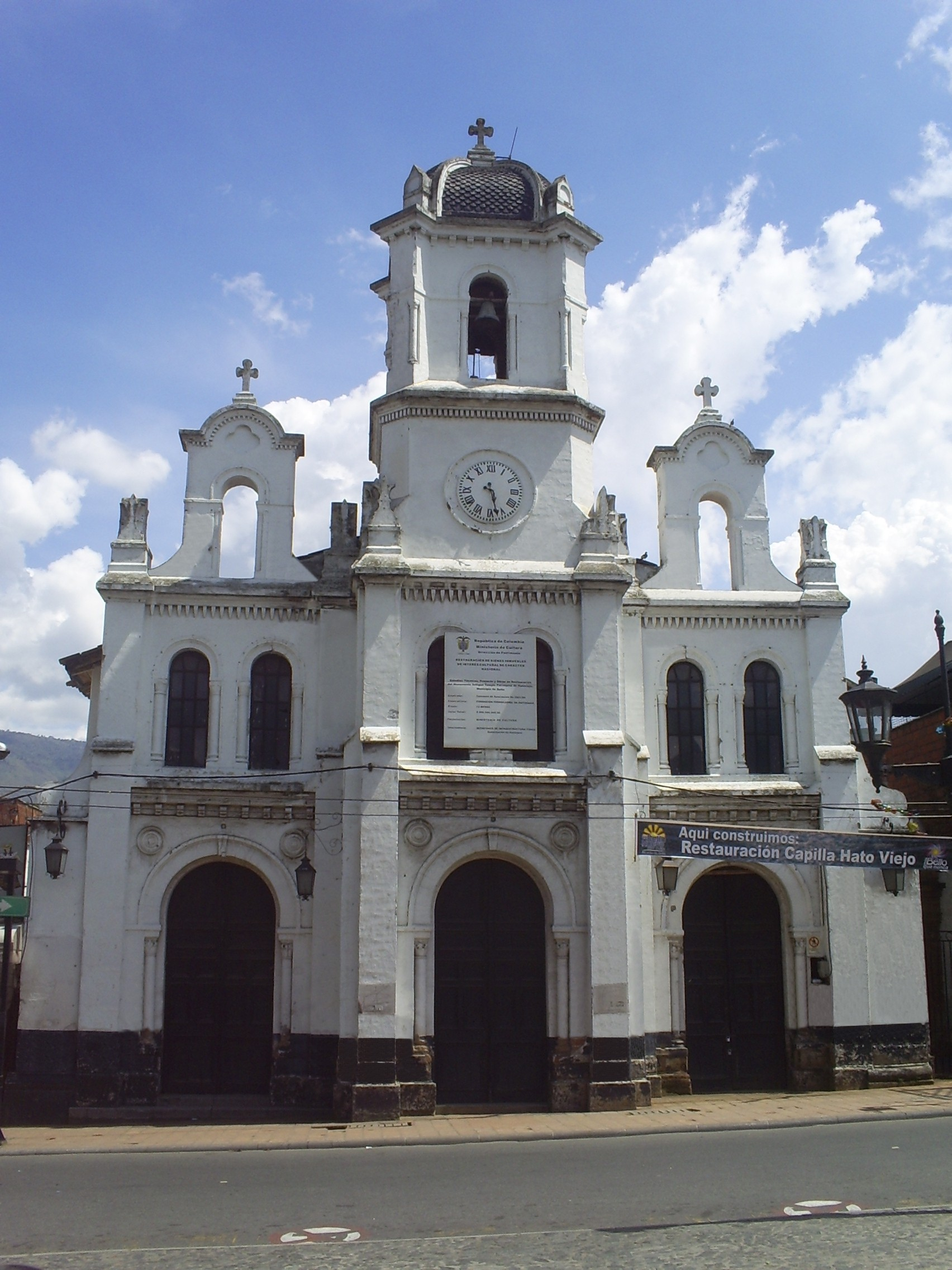
Capilla de Nuestra Señora del Rosario de Hatoviejo, más conocida como capilla de Hatoviejo.

En este contexto los colonizadores ejercieron su hidalguía, entendida como "aquella filosofía nobiliaria que reaccionaba contra las innovaciones”. Es así que dotaron a sus hatos con capillas, para significar prestigio y noble origen, y es así que se puede colegir que en el Bello de la colonia no se dio una fundación que “implicara un trazado regular de plazas y calles. Hatoviejo no fue una villa como lo fue en su comienzo la Villa de la Candelaria”.
Se construyeron las capillas de Nuestra Señora de Chiquinquirá (en 1653), Nuestra Señora del Rosario (1720), Nuestra señora de Sopetrán (en la Madera, en 1775) y Nuestra Señora de Guadalupe (en Fontidueño, 1761). Tiempo después estos templos fueron trasladados o demolidos; como ocurrió con la parroquia de Nuestra Señora del Rosario de Hatoviejo, demolida en 1788 para construir la capilla de Hatoviejo en 1787, que aún se conserva. A finales del siglo XVIII, en 1788, Hatoviejo es elevado a la categoría de partido, adscrito a la jurisdicción de la Villa de Nuestra Señora de la Candelaria de Medellín.
En Hatoviejo el espacio estuvo organizado de acuerdo con el rol económico de sus gentes. Era común la referencia “Calle arriba y Calle Abajo”, que tomaba como punto central la plaza y la iglesia del Rosario. El 28 de diciembre de 1883 el “Ciudadano Presidente” del Estado de Antioquia le cambió el nombre al corregimiento de Hatoviejo por el de Bello, ante solicitud de un grupo de pobladores que consideraban que la denominación "Hato" los hacía despreciados y humillados por ser hato un sitio para animales. En cambio el nombre de Bello es “Más culto, más propio y más digno del gran patriarca de las letras americanas”, Andrés Bello.
Las primeras décadas del siglo XX marcarían para el municipio su destino como receptor de migrantes que vieron aquí una esperanza de trabajo por la naciente industrialización. La posición geográfica y estratégica no solo favorecían las actividades agrícolas y ganaderas, sino que eran una buena alternativa para el asiento de empresas de la ascendente burguesía medellinense. Eso además del clima agradable, la línea del ferrocarril y numerosas fuentes hídricas aptas para el consumo y la generación de energía.
En ese escenario se fundó en 1902 la “Compañía Antioqueña de Textiles”. Se escogió para la construcción de la sede locativa el sector de Bellavista, por su proximidad a la quebrada la García. Esta empresa se fusionó en 1905 con la “Compañía de Tejidos de Medellín” para marcar de esta manera la vocación industrial de la localidad y propiciar un importante proceso migratorio por años.
En 1913 Bello contaba ya con 5000 habitantes y un inusitado crecimiento económico, razones suficientes para acceder al título de Municipio, distinción que fue obtenida mediante la Ordenanza 48 del 29 de abril de 1913.
El hito económico del municipio fue la fundación de la Fábrica de Hilados y Tejidos del Hato, Fabricato, el 7 de agosto de 1923. Fue así que la actividad industrial textil caracterizó y marcó a la población bellanita por varias décadas. En 1983 sucedió una gran huelga en esta textilera -supuestamente orquestada por los patronos para permitir la relocalización industrial y la liquidación de trabajadores-, lo que empujó a la transformación económica del municipio, representada principalmente en la actividad de servicios de mediana y baja complejidad y en la economía informal. Aunado a este fenómeno, y conforme a políticas nacionales de promoción y construcción de vivienda de interés social, Bello fue receptor de un gran flujo migratorio del Valle de Aburrá y otras áreas del Departamento que buscaban aquí la posibilidad de tener un techo propio. Sólo que debido a la negligencia de las autoridades locales este inusitado proceso urbanizador no estuvo acompañado de una adecuada política planificadora que velara por la debida dotación de servicios públicos, comunitarios y de equipamientos. Es decir, que se notara la presencia y función reguladora y asistencial del Estado.
En 2010, fue una de las subsedes de los IX Juegos Suramericanos.
En las elecciones para alcaldía del 30 de octubre de 2011, el municipio de Bello fue el primer municipio en la historia de Colombia en donde el voto en blanco venció al único candidato, esto con el fin de mostrar el fin de una hegemonía política.

## Geografía

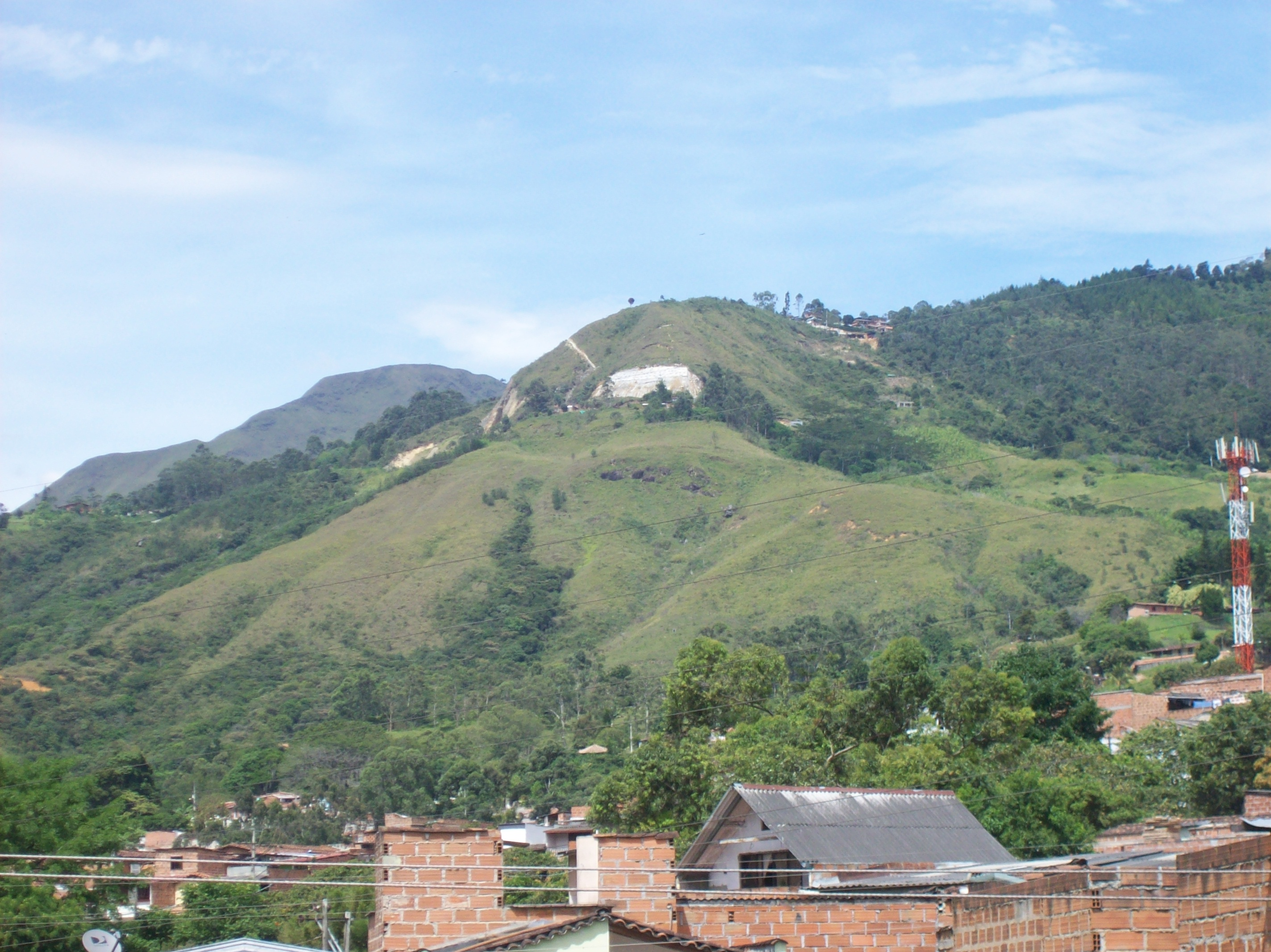
Salida de Medellín hacia Bogotá

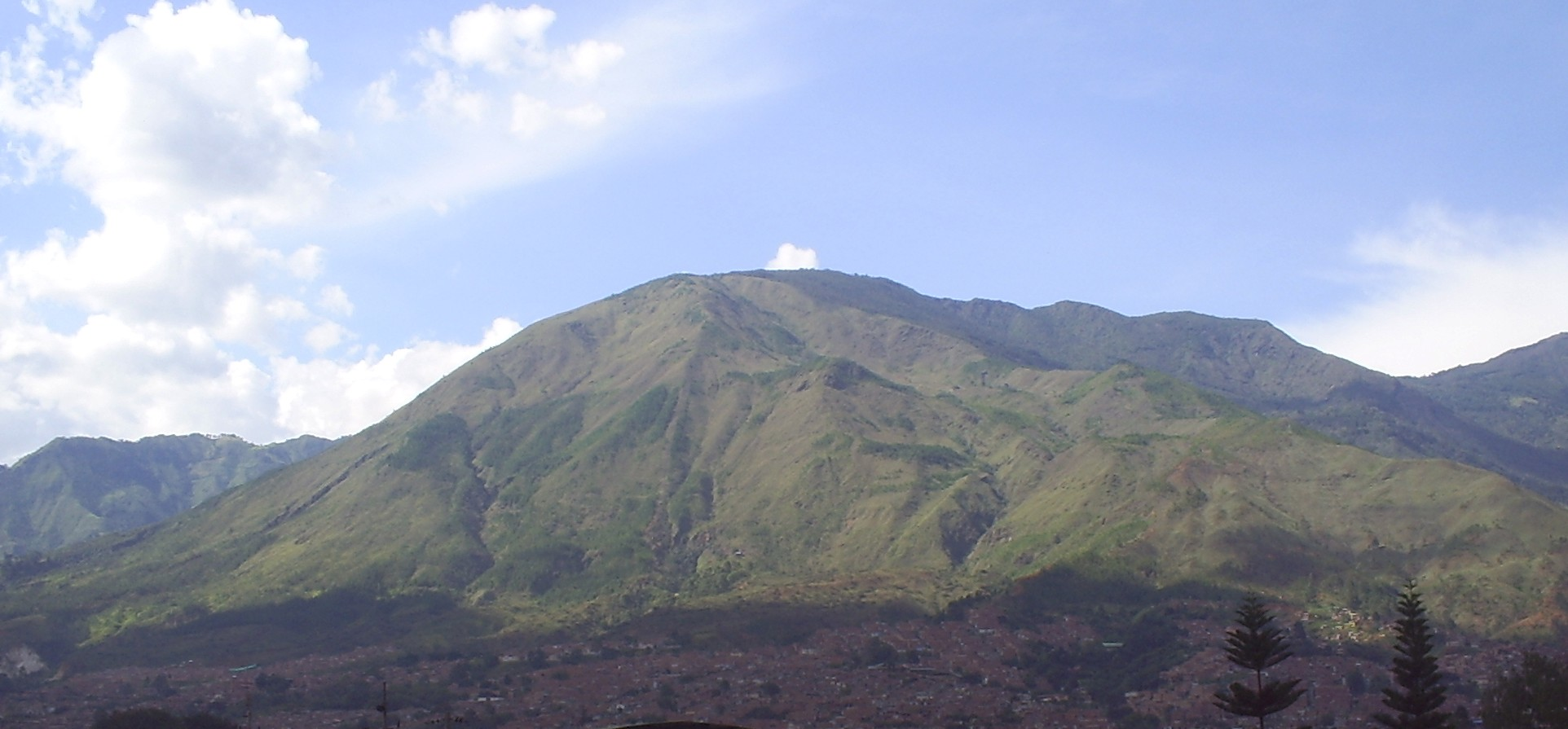
Cerro Quitasol.

La ciudad de Bello tiene un área de 19,7 km², formando parte de la subregión natural del Valle de Aburrá, un estrecho valle tropical de la Cordillera Central; y está bordeada por montañas que sobrepasan los 2,600 m. Su facción llana es un plano inclinado que desciende de 1,800 a 1,600 m s. n. m., y está urbanizada en su totalidad, así como altamente ocupada en las laderas. Por este valle, el Río Medellín transcurre desde Medellín (sur) hasta Copacabana (norte), descendiendo levemente y recibiendo aguas de 5 quebradas. Y es allí donde el río curva abruptamente 90° grados a la derecha para seguir su curso.
Al norte de la ciudad, se impone como cerro tutelar el cerro Quitasol, símbolo topográfico, histórico y ambiental del municipio que alcanza los 2,880 metros de altura.
Por otra parte, el área rural tiene un área de 122,66 km. Se halla en las montañas circundantes del valle (en veredas como San Félix, El Pinal, Tierradentro, Hatoviejo, Potrerito, Guasimalito, La China, entre otras) y al exterior de este, en el Altiplano de Ovejas, un llano fértil y húmedo dedicado principalmente a la ganadería y a la industria láctea.
La ciudad, por estar ubicada en la zona tórrida, no registra cambios estacionarios del clima. El índice promedio de precipitación es de 1.347 mm., y su temperatura está determinada por pisos térmicos que van del páramo, pasando por el frío hasta llegar al medio, en donde está la cabecera, la cual tiene una temperatura promedio de 26.7 °C durante todo el año, intercalando períodos secos y lluviosos y se ve refrescada por los vientos que se encañonan a lo largo del valle y que soplan durante todo el año. Además de recibir los vientos alisios que soplan desde los valles bajos de los ríos Cauca al occidente y Magdalena al oriente Magdalena medio, que crean una densa capa de aire cálido, lo cual hace que la parte plana del municipio y algunas zonas aledañas se incremente la humedad y la temperatura aumente con respecto a lo marcado en el barómetro; y por consiguiente el viento debido a esta condición los municipios del norte como Bello, Copacabana, Girardota y Barbosa sean más cálidos que la capital antioqueña Medellín, a pesar de sus cercanías.

## Demografía
De acuerdo con las cifras del DANE acerca del censo de 2018, Bello cuenta con 522.264 habitantes y tiene un crecimiento de 5,85% anual. Es la segunda aglomeración urbana del área metropolitana del Valle de Aburrá, que suma en total 3.312.165 personas. El municipio cuenta con una densidad poblacional de aproximadamente 2.496 por kilómetro cuadrado. El 47.1% de sus habitantes son hombres y el 52,9% mujeres. La tasa de alfabetismo en la población mayor de 5 años de edad es del 92.9%.
Los servicios públicos tienen alta cobertura, ya que el 96,9% de las viviendas cuenta con servicio de energía eléctrica, el 96,4% tiene servicio de acueducto y el 91,4% cuenta con comunicación telefónica.
Según las cifras de la Gobernación de Antioquia basadas en la encuesta de Calidad de Vida 2004 el estrato socioeconómico predominante en el municipio es el 2 (bajo) con el 39.3%, seguido por el estrato 3 (medio-bajo) con el 36.1% y el estrato 1 (bajo-bajo) con un 20.2%. En una menor proporción también están los estratos 4 (medio) y 5 (medio-alto) con un 4.3% y 0.1% respectivamente, que son principalmente viviendas campestres ubicadas en las veredas del municipio.

### Etnografía
Según las cifras del DANE sobre el censo de 2005, la composición etnográfica del municipio es:
- Mestizos & Blancos: 92.2%
- Afrocolombianos: 7,7%
- Indígenas: 0,1%

## Localización
| Noroeste: San Jerónimo | Norte: San Pedro de los Milagros |                  |
|                        |                                  | Este: Copacabana |
|                        | Sur: Medellín                    | Sureste: Guarne  |

## División Político-Administrativa

### Comunas
La Cabecera municipal de Bello se divide en comunas. Estas se dividen a su vez en barrios, sumando un total de 100. Las 11 comunas de Bello, en su respectivo orden, son:
1. París
2. La Madera
3. Santa Ana
4. Suárez
5. La Cumbre
6. Bellavista
7. Altos de Niquía
8. Niquía
9. Guasimalito
10. Fontidueño
11. Zamora

Además, aledañas a la cabecera municipal se encuentras los centros poblados: El Albergue, El Pinar y Potrerito. Además, de las veredas: Hatoviejo, Los Espejos, La Primavera, Tierradentro, Quitasol, Buenavista, Croacia, Granizal.

### Corregimientos
Bello tiene bajo su jurisdicción el  corregimiento (de acuerdo a la Gerencia departamental):
| Corregimiento | Centros Poblados                  | Veredas                                                                                                 |
| San Félix     | - La China - La Unión - San Félix | El Tambo, Sabanalarga, El Carmelo, Las Meneses, Cuartas, Charco Verde, La Palma, Jalisco - Los Álvarez. |

## Estructura político-administrativa
Bello está regido por un sistema democrático basado en los procesos de descentralización administrativa generados por la Constitución Política de Colombia de 1991.

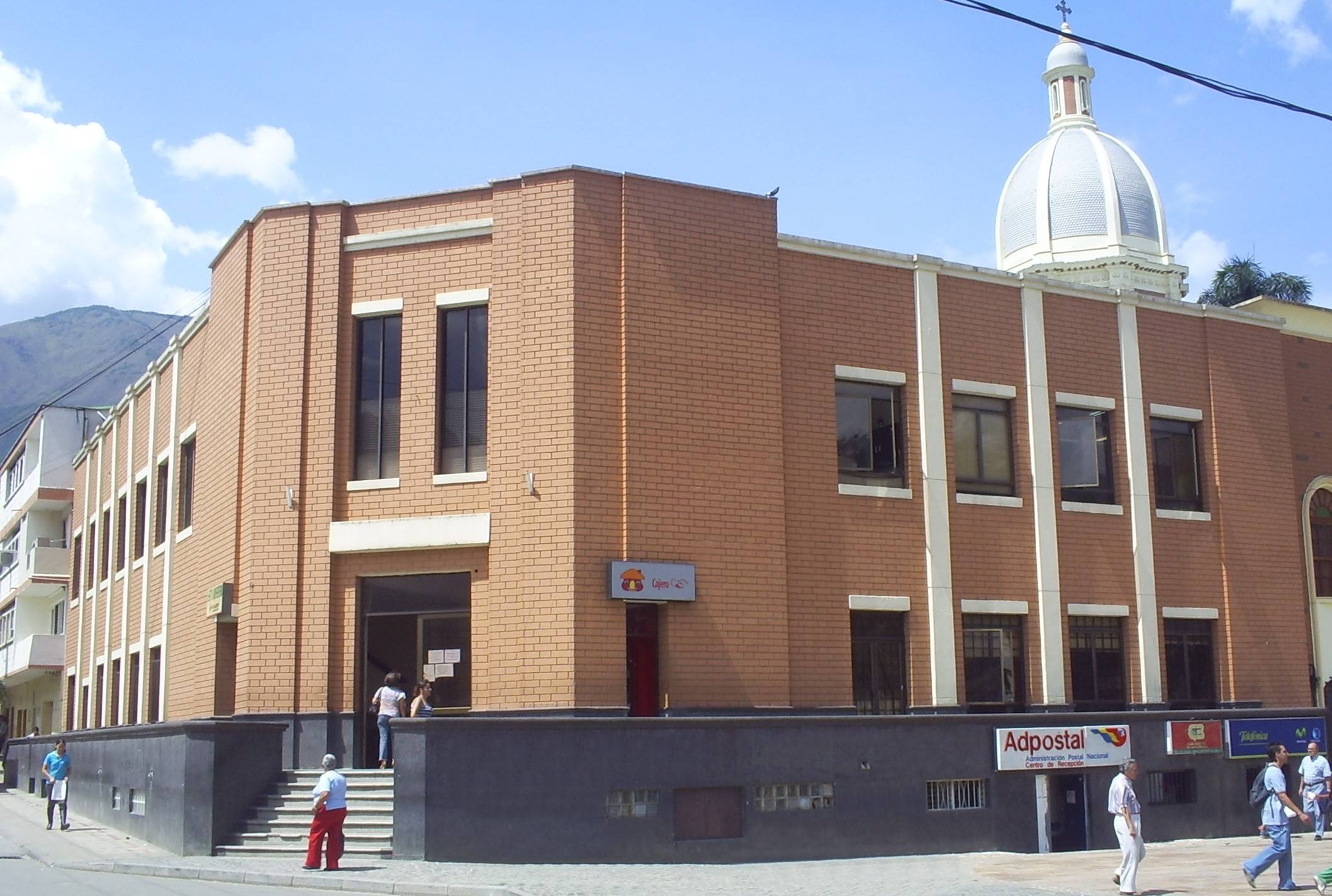
Alcaldía de Bello.

A la ciudad la gobierna un Alcalde (poder ejecutivo) y un Concejo Municipal (poder legislativo).
El alcalde de Bello es el jefe de Gobierno y de la administración municipal, representando legal, judicial y extrajudicialmente al municipio. Es un cargo elegido por voto popular para un periodo de cuatro años.
Entre las funciones principales del Alcalde están el administrar los recursos propios de la municipalidad, velar por el bienestar y los intereses de sus conciudadanos y representarlos ante el Gobierno Nacional. Debe además impulsar políticas locales para mejorar la calidad de vida, tales como programas de salud, vivienda, educación e infraestructura vial; igualmente, mantener el orden público.
El Concejo Municipal de Bello es una Corporación pública de elección popular, compuesta por 19 ediles, elegidos democráticamente para un período de cuatro años. El Concejo es la entidad legislativa y emite acuerdos de obligatorio cumplimiento en su jurisdicción territorial. Entre sus funciones están el aprobar los proyectos del alcalde, dictar las normas orgánicas del presupuesto y expedir el presupuesto anual de rentas y gastos.
Para administrar el municipio, la Alcaldía cuenta con 14 secretarías.
En las elecciones locales de 2011 ganó el voto en blanco. Entre los votos no marcados, los votos nulos y los votos en blanco se eleva al 56,7% frente al 43,3% del único candidato que se presentaba. Como consecuencia de todo esto es que se tienen que repetir las elecciones en menos de un mes.

### Área metropolitana
El área metropolitana del Valle de Aburrá es una entidad político administrativa que se asienta a todo lo largo del Valle de Aburrá a una altitud promedio de 1.538 m s. n. m..
El Área está compuesta por 10 municipios, y está atravesada de sur a norte por el río Medellín el cual, naciendo al sur de la misma en el municipio de Caldas, ya en el norte, luego del municipio de Barbosa, es una de las fuentes formadoras del Río Porce.
Fue la primera área metropolitana creada en Colombia en 1980, y es la segunda área metropolitana en población en el país después del distrito Capital de Bogotá. La población total, que suma la población urbana y rural de las diez ciudades es de 3.312.165 habitantes.

La principal zona urbana del área metropolitana del Valle de Aburrá se encuentra en el centro del Valle y está conformada por las cuatro ciudades más grandes por número de habitantes: Medellín, Bello, Itagüí y Envigado.

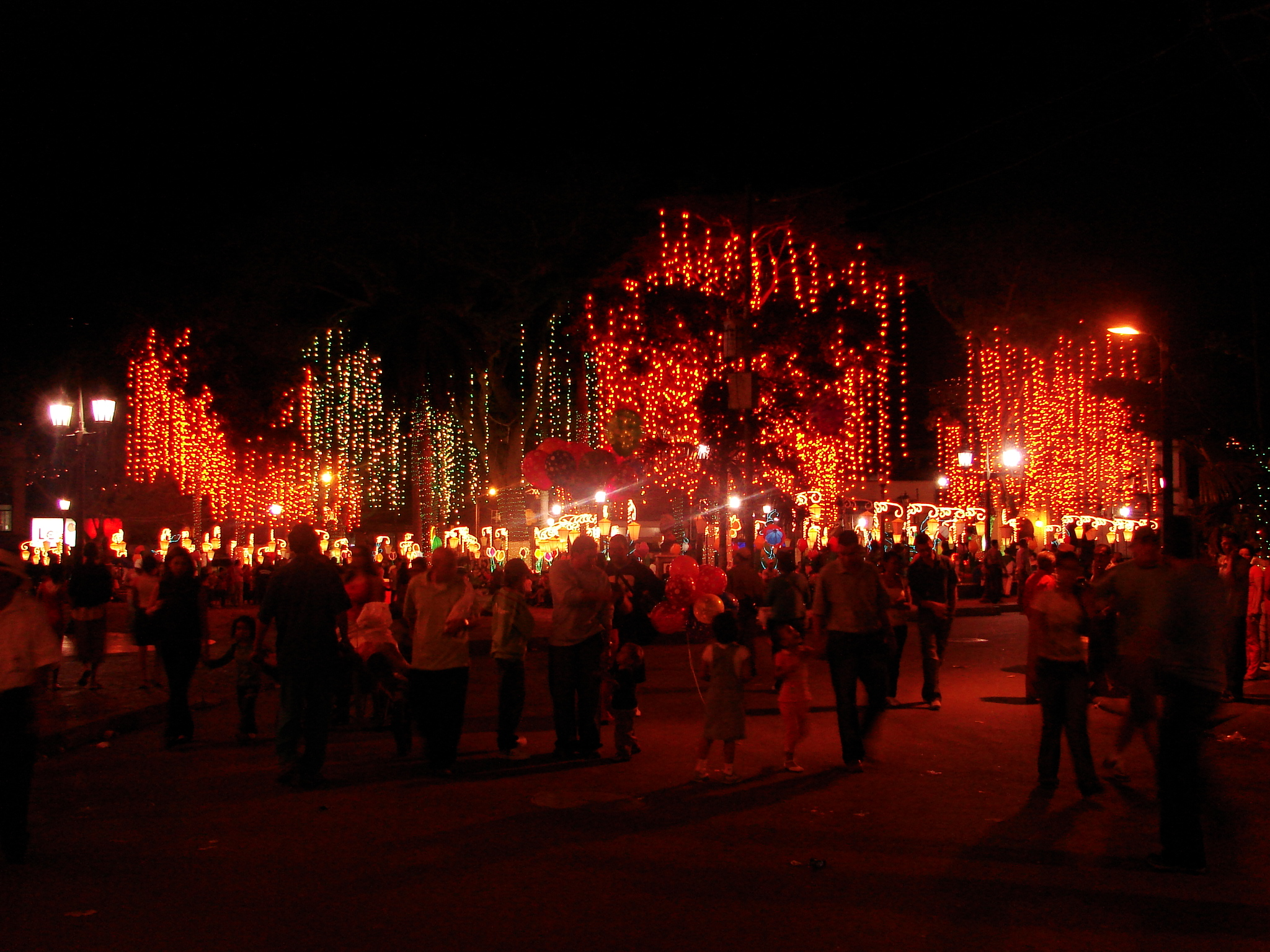
Alumbrado navideño en el parque principal del municipio en el año 2007.

## Economía

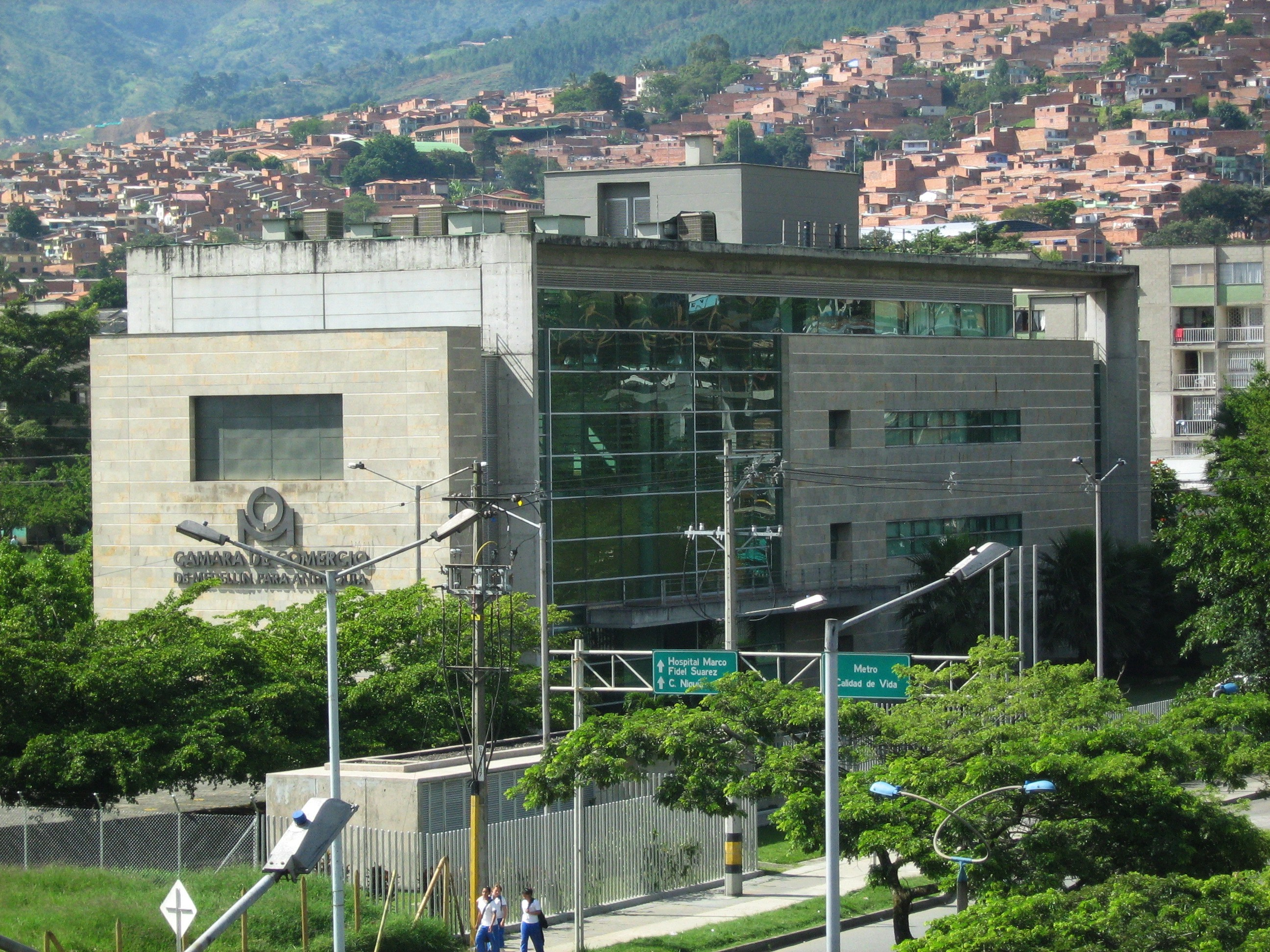
Cámara de Comercio de Medellín, sede Bello.

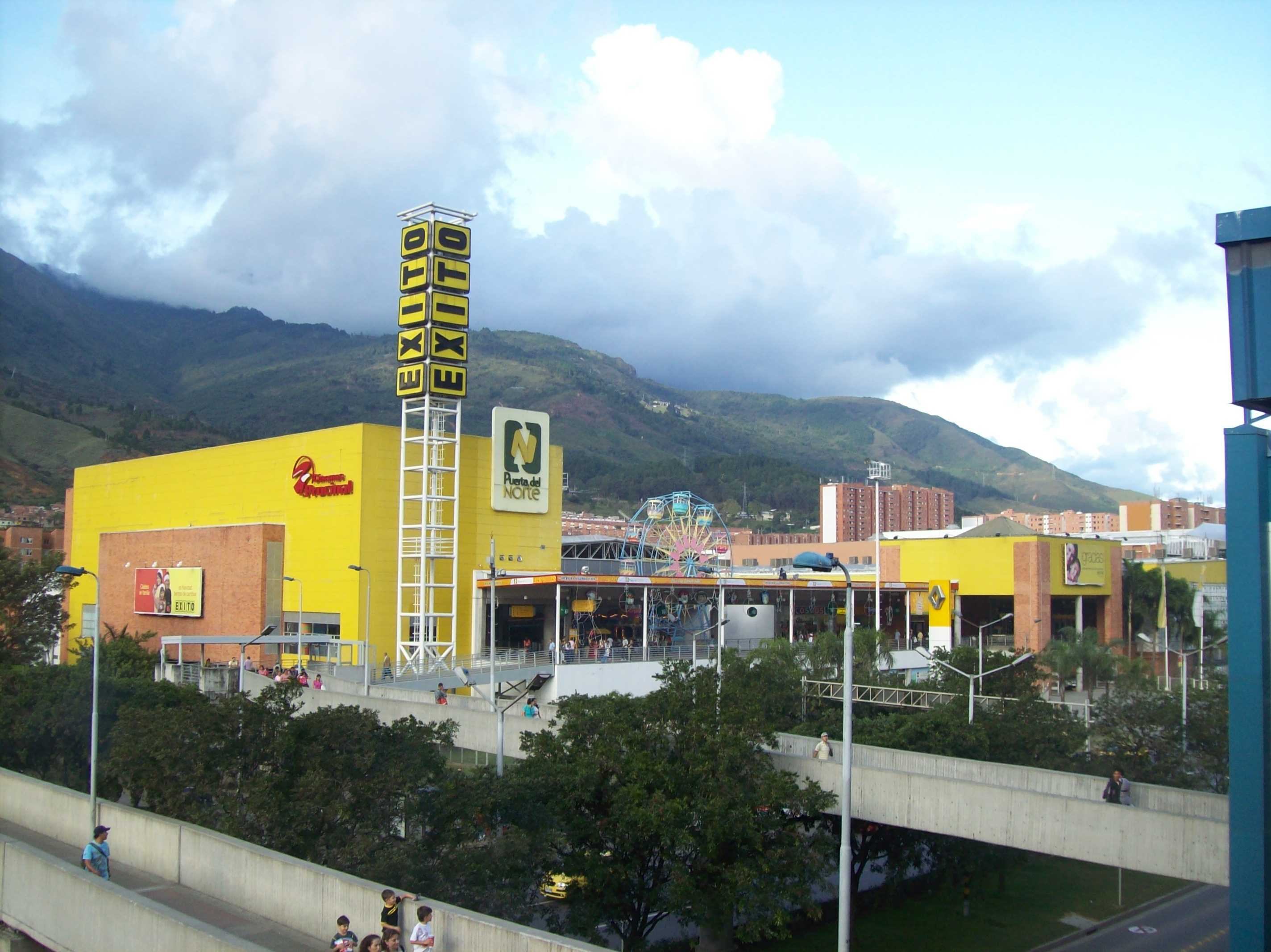
almacén de cadena Éxito de Niquía.

Las principales actividades económicas se relacionan con textiles, concentrados, comercio organizado, comercio informal, explotación de areneras y canteras, en el área urbana. El área rural se dedica a la agricultura, el ecoturismo y ganadería en menor escala.
Tanto la industria como el comercio han sido actividades económicas representativas en el municipio por su trayectoria y participación en el crecimiento económico.
La actividad económica del municipio de Bello está representada en los siguientes sectores de acuerdo con sus niveles de participación:
Actividad Industrial
- Textiles 18.30%
- Madera, papel y editorial, productos químicos, carbón, caucho, productos minerales y no metales 16.92%
- Otras industrias no específicas 14.85%
- Industrias metálicas básicas maquinaria y equipo 12.60%

Actividad Comercial
- Comercio al por menor (Incluye produc. agrícolas) 61.51%
- Hotelería y alojamiento 26.14%
- Transporte, almacenamiento y comunicaciones 9.60%
- Comercio al por mayor 2.19%
- Construcción 0.78%

## Medios de comunicación
En la ciudad de Bello están disponibles prácticamente todos los servicios posibles de telecomunicaciones, desde teléfonos públicos, pasando por redes de telefonía móvil, redes inalámbricas de banda ancha, centros de navegación o cibercafés, comunicación IP, etc.
La principal empresa en este sector es UNE Telecomunicaciones, (bajo su marca UNE), recientemente separada de su casa matriz Empresas Públicas de Medellín (EPM); también están presentes las Empresas de Telecomunicaciones de Bello Cable Bello Televisión, y Comercializadora Entretenimiento y Comunicaciones (bajo su marca Boom).
Hay tres operadores de telefonía móvil todos con cobertura nacional y con tecnología GSM, Claro, Movistar (de Telefónica), y Tigo de la ETB, EPM Telecomunicaciones y Millicom International de Luxemburgo. La empresa Avantel, también funciona en el municipio ofreciendo el servicio de trunking, el cual se hace por medio de un dispositivo híbrido entre celular y radio.
La ciudad cuenta con varios canales de televisión de señal abierta, los 3 canales locales Telemedellín, Canal U y Televida, (los cuales cubren el Valle de Aburrá), un canal regional Teleantioquia, y los cinco canales nacionales: los 2 privados Caracol y RCN, y los 3 públicos Canal Uno, Señal Institucional y Señal Colombia. Además con el Canal TVN del Sistema de Cable de Cable Bello Televisión, que llega a aproximadamente a 80.000 mil hogares. Las empresas de televisión por suscripción ofrecen canales propios.
La ciudad cuenta con una gran variedad de emisoras en AM y FM, tanto de cobertura local como nacional, de las cuales la mayoría son manejadas por Caracol Radio o RCN Radio, aunque hay otras emisoras independientes de gran sintonía, como Todelar y Super. Cuenta además con la emisora comunitaria San Buenaventura Estéreo, que tiene señal en casi todo el territorio municipal.
En Bello y en el resto de Antioquia circulan dos importantes diarios: El Colombiano y El Mundo, ambos con una larga trayectoria en el ámbito regional. También circulan los periódicos El Tiempo y El Espectador ambos de tiraje nacional.

## Transporte público

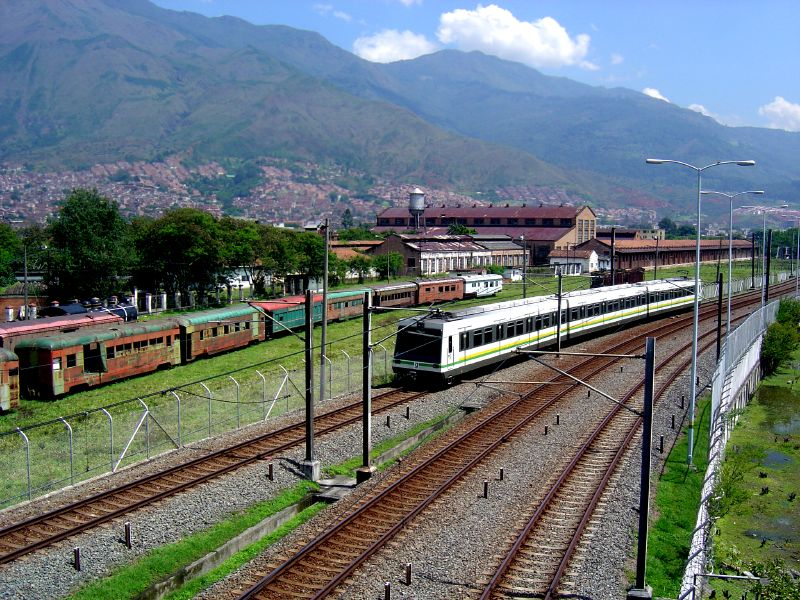
Metro de Medellín recorriendo la estación de Bello.

- Metro de Medellín. Es un sistema de transporte masivo que atraviesa el área metropolitana de sur a norte. El Metro cuenta con varios tipos de niveles (nivel de tierra, viaductos elevados y cables aéreos), y no tiene tramos subterráneos. En el territorio de Bello se encuentran las estaciones “Madera”, “Bello” y “Niquía”. Además en el municipio se localizan las oficinas y los talleres del metro.

- Buses. Existe en la ciudad un sistema privado de buses urbanos que atiende todos los sectores del municipio e igualmente se cuenta con rutas que comunican a Bello y a Medellín a través de las empresas de buses Bellanita Group y Transportes Hato Viejo. Además, está el “sistema integrado de transporte” el cual consta de buses que comunican las estaciones del Metro con las diferentes áreas de la ciudad. Es una de las pocas ciudades de Colombia que tienen servicio de buses las 24 horas del día.

- Taxis. Hay numerosas empresas de taxis que cubren toda el área metropolitana, y entre ellas hay algunas con servicios bilingües en inglés. El servicio de pedido de taxi por teléfono es el más usual y seguro. Algunas empresas prestan servicios intermunicipales. Es usual además el servicio de taxi colectivo; algunos de estos colectivos pueden ser cómodos y rápidos, aunque suelen estar supeditados al cupo completo.

## Salud
Bello cuenta con una infraestructura de 4 hospitales, 3 clínicas, 4 Centros de Salud y 1 puesto de salud en la zona rural. Además del servicio privado de salud, el servicio público de salud está a cargo de la Secretaría de Salud.
- Hospital Mental de Antioquia (Departamental)
- Hospital Marco Fidel Suárez (Sede Niquía) (Departamental)
- Hospital Rosalpi (Municipal)
- Hospital Zamora (municipal)
- Hospital Marco Fidel Suárez (antiguo Víctor Cárdenas Jaramillo) (Universidad de Antioquia y Departamento)
- Centro de salud Paris (municipal)Los apartamentos de Niquia, a la salida de Bello.

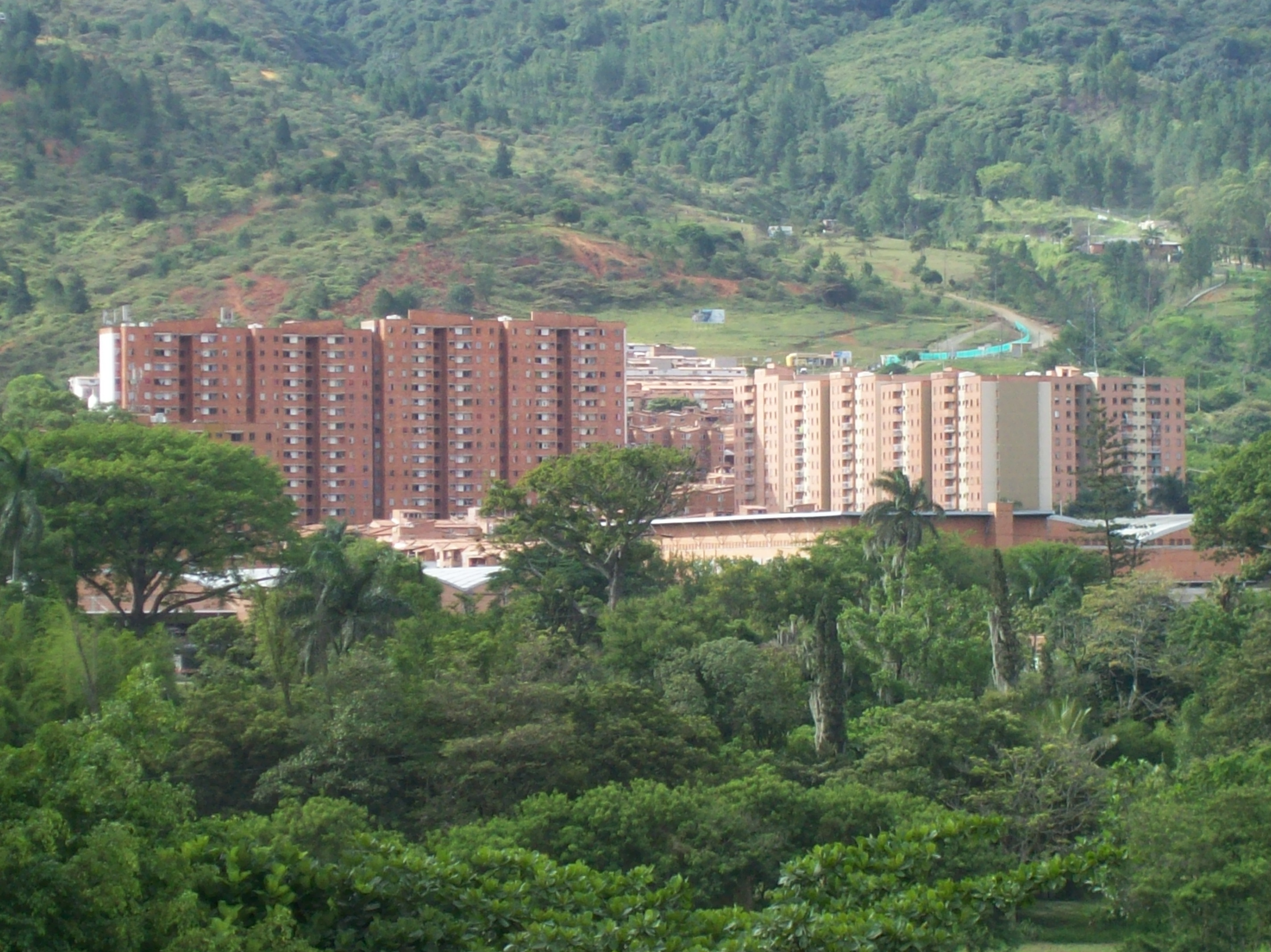
Los apartamentos de Niquia, a la salida de Bello.

- Centro de salud Fontidueño (municipal)
- Centro de salud Playa Rica (Municipal)
- Centro de salud Mirador (municipal)
- Clínica del Norte
- Clínica Especializada EMMSA
- Clínica Antioquia Sede Bello (Clínica El Rosario)

## Educación
Bello cuenta con 111 instituciones educativas de las cuales 41 son públicas y 70 son del sector privado. En dichas instituciones estudian unos 84.002 estudiantes de los cuales 48.086 pertenecen al sector público y 35.916 al privado.
A lo largo y ancho del área metropolitana se encuentra una gran cantidad de instituciones de educación superior. En el territorio de Bello se ubican cuatro instituciones de dicha índole: la Universidad de San Buenaventura, Uniminuto seccional Bello, una subsede del Politécnico Colombiano Jaime Isaza Cadavid y la Primera Institución de Educación Superior creada en el municipio de Bello, la Institución Universitaria Marco Fidel Suárez  Anteriormente Politécnico Marco Fidel Suárez.

## Deporte
En el municipio el deporte principal es el fútbol, históricamente al municipio lo han representado dos clubes: el primero el Atlético Bello, que representó al municipio de 2002 a 2007; este club vendió su ficha al Atlético Juventud en 2007 y quien, 3 años más tarde, vendió su ficha al Fortaleza C.E.I.F., hoy en día equipo de la Primera División.
Hasta el año 2015 su representación en el fútbol estaba a cargo de Leones F.C, el cual milita en la Primera División del fútbol colombiano. Este club en años anteriores jugaba en Rionegro cuando era conocido como Deportivo Rionegro, siendo este el único equipo que ha jugado todos los torneos de la Segunda División desde su conformación en el año 1991 y sus partidos de local los juega en el Estadio Tulio Ospina. Ningún club de esta ciudad ha jugado en la Primera División.
En el deporte del microfutbol, que es muy popular en este municipio, existieron dos representantes en el torneo profesional: Bello Jairuby y Bello Innovar (ambos inactivos); este último se consagraría campeón en los años 2010, 2011 y 2015. Sus partidos de local eran el Coliseo Tulio Ospina, el cual fue una de las sedes del mundial de microfutbol 2011 realizado en Colombia. En este escenario también ejerció su localía el equipo de futsal Talento Dorado en la Liga Argos Futsal en el Segundo Semestre de 2014 y, a partir de 2016, tiene su propio equipo de futsal en este torneo: Real Antioquia.

## Gastronomía
- Empanadas antioqueñas
- Productos lácteos
- Todo tipo de cocina tradicional antioqueña
- Cocina internacional.

## Sitios de interés

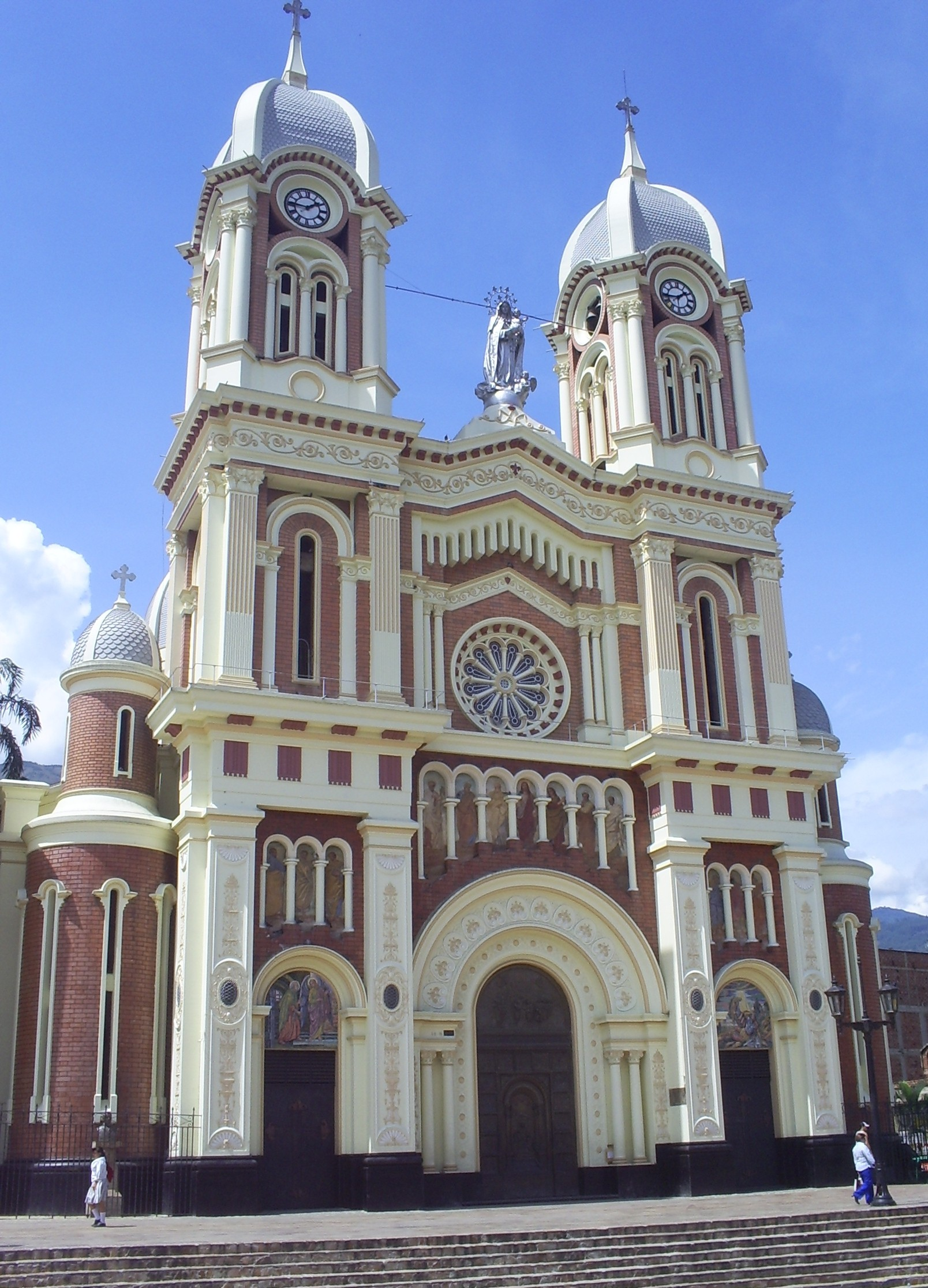
Iglesia de Nuestra Señora del Rosario

- Iglesia de Nuestra Señora del Rosario. Él se destaca por su majestuosidad y por su importancia simbólica, arquitectónica y artística. El templo es verdadero museo de arte religioso, además de sus decorados en fachada, columnas, muros y arcos.
- Capilla de Hatoviejo. Joya arquitectónica de la época colonial

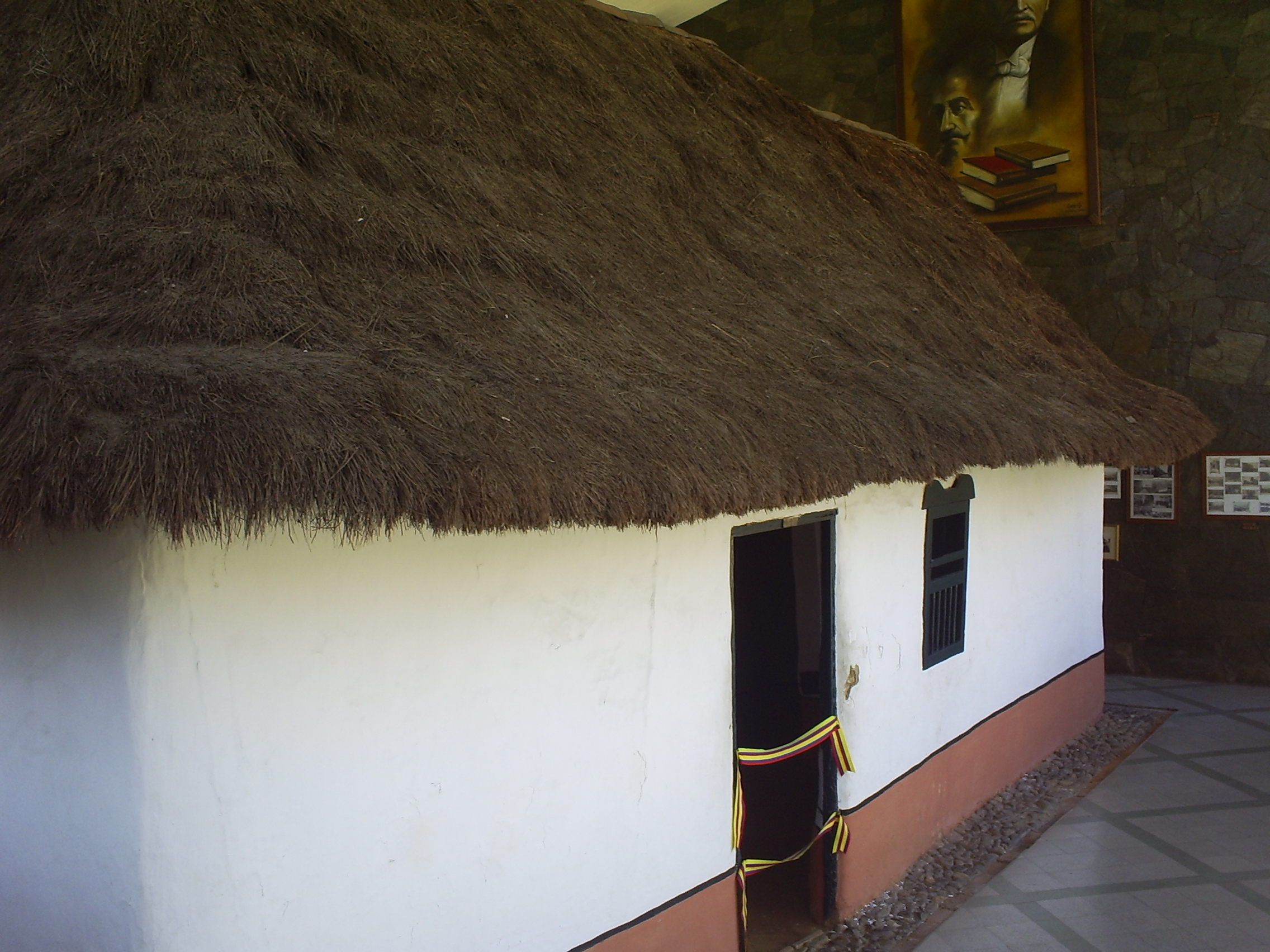
Choza de Marco Fidel Suárez.

- Choza Marco Fidel Suárez. Lugar donde nació el académico y estadista Marco Fidel Suárez, uno de los hijos ilustres del municipio, quien a pesar de su origen humilde logró escalar posiciones hasta conseguir ser Presidente de la República entre 1918 y 1921. Choza de Marco Fidel Suárez.La choza se encuentra protegida por una imponente estructura moderna que se erige como monumento. Dentro se conserva una colección de valiosos objetos personales de Suárez, tales como fotografías, cartas, manuscritos, la banda presidencial, una ruana, un gorro, una bufanda y la cartilla donde aprendió a leer.
- Parque Acuático Tulio Ospina. Su infraestructura está compuesta por piscinas semiolímpicas clasificadas así: de niños, de poleas, didáctica y de toboganes. Están complementadas con juegos infantiles, lago, baños turcos, sauna, salones de capacitación, áreas deportivas, cafetería, restaurante, enfermería y kiosco central para 300 personas.
- Polideportivo Tulio Ospina centro deportivo ubicado cerca a la estación del metro Niquía, cuenta con ciclo-ruta, gimnasios gratuitos, varias canchas sintéticas de fútbol 7, estadio, canchas de tenis, cacha de voleibol playa, coliseo entre otros.
- Salto Chorrolato patrimonio natural.

## Fiestas y celebraciones
- Fiestas de la Antioqueñidad, 11 de agosto, con ocasión de la Independencia de Antioquia declarada por Don Juan del Corral
- Festival de Bailebravo y la Rumba "Germán Muñoz Gómez" ( información)
- Semana del Idioma
- Encuentro de Arte Joven por Bello
- Fiestas del cerro Quitasol, segunda semana de julio.
- Fiestas de la raza Villas del sol, fin de semana festivo de octubre
- Festival Hatoviejo Cotrafa.